# IC 1972
IC 1972 ist eine Spiralgalaxie vom Hubble-Typ Sc? im Sternbild Pendeluhr am Südsternhimmel, im selben Himmelsareal befindet sich die Galaxie IC 1973.
Entdeckt wurde das Objekt am 14. Oktober 1894 von DeLisle Stewart.